# 부다페스트 증권거래소

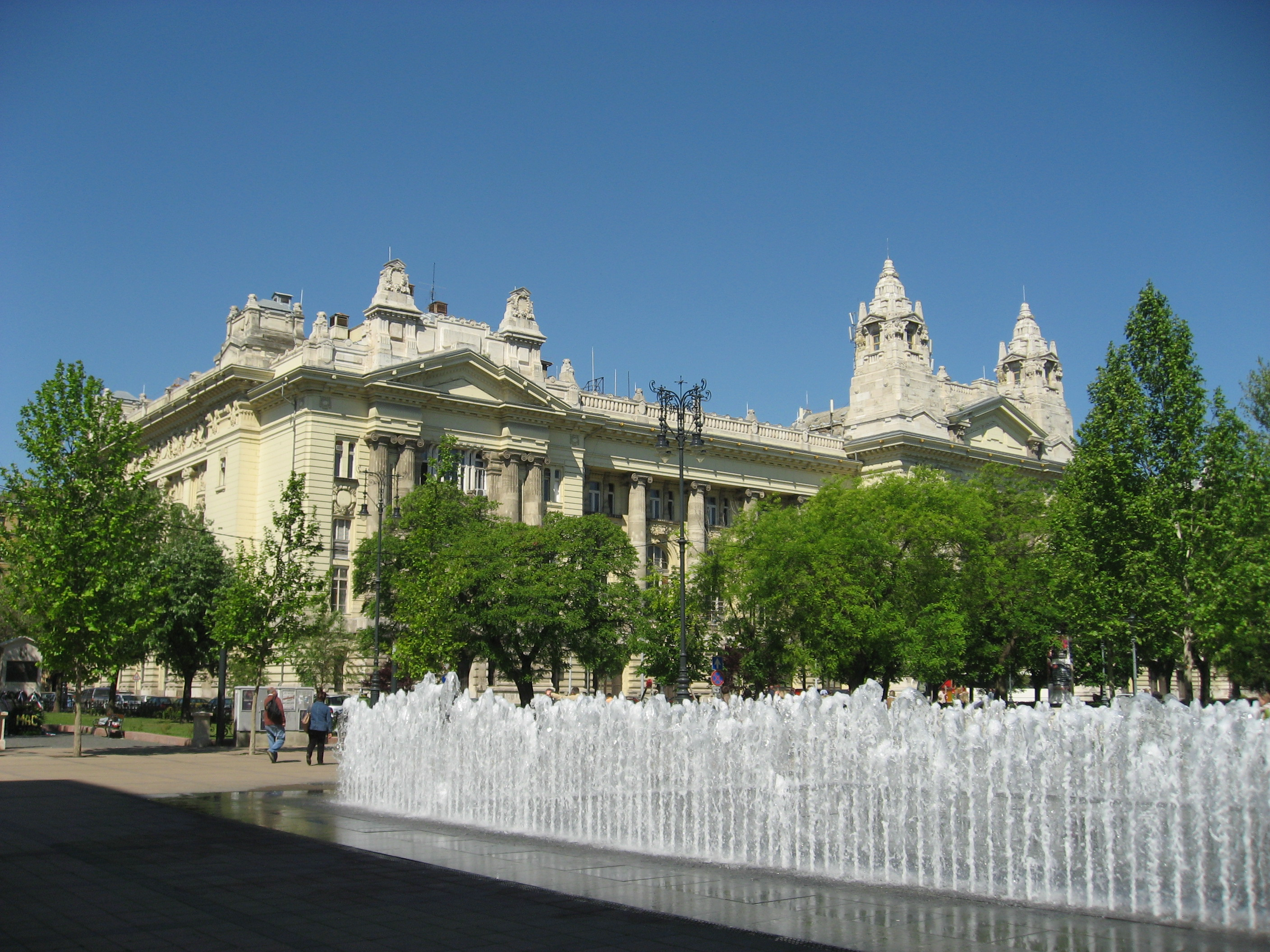

부다페스트 증권거래소(BSE, 헝가리어: Budapesti Értéktőzsde)는 헝가리 부다페스트에 소재한 증권거래소이다. 1864년 1월 18일에 설립되었다.

## 같이 보기
- 헝가리의 경제
- 부다페스트
- 헝가리 국립은행
- 뉴욕 증권거래소